# シックスペンス (オーストラリア)

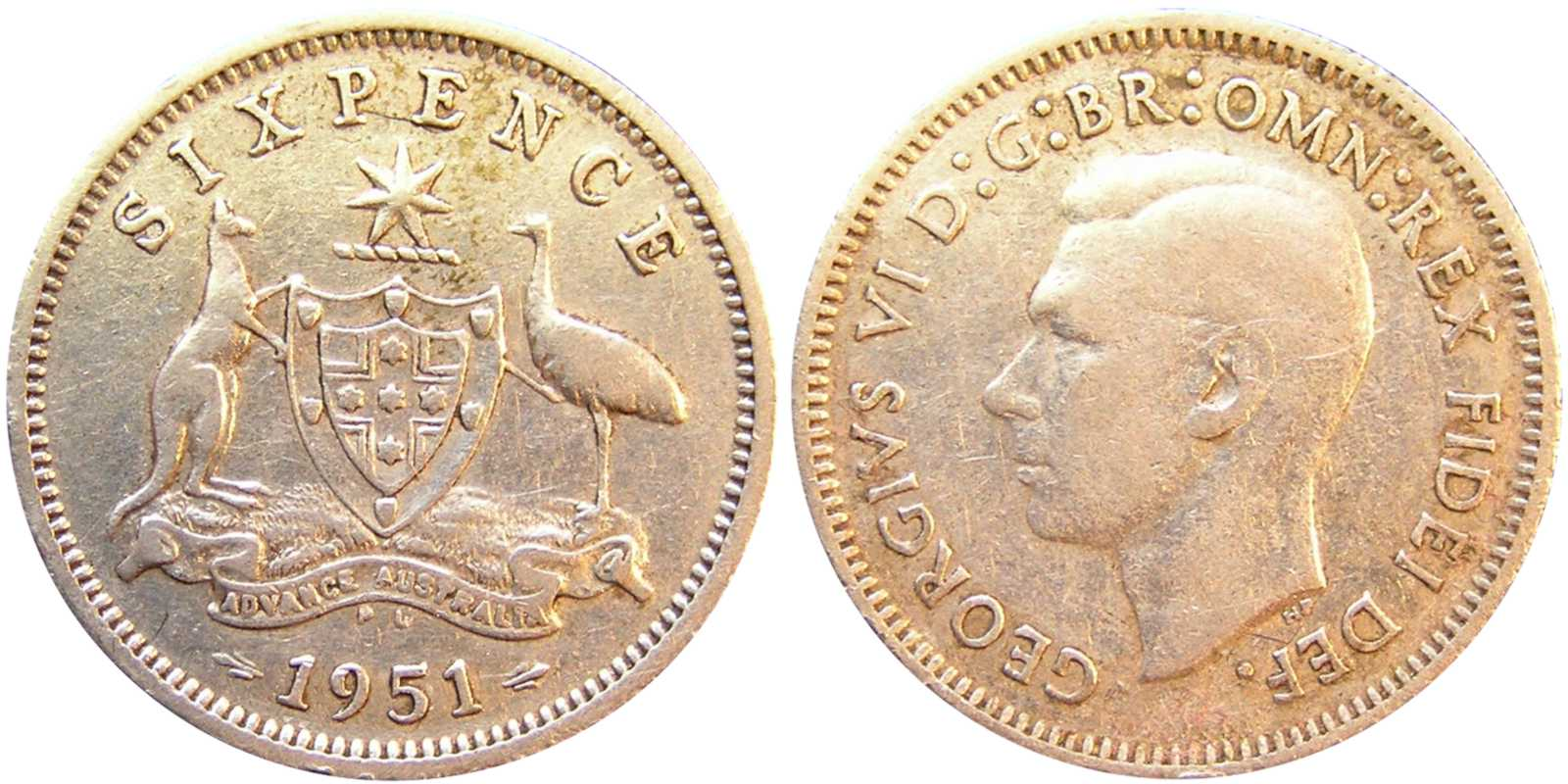
1951年のシックスペンス硬貨

シックスペンス（英語: Sixpence、6d）は、オーストラリア国内で流通する通貨。1オーストラリア・ポンドの40分の1の価値を持つ。1910年から1963年まで鋳造されており、現在はシックスペンス硬貨から5セント硬貨に置き換えられるまでは、オーストラリアの貨幣は英国通貨を中心としたポンド通貨圏に属しレートも基本的に英国に連動していた。
対オーストラリアセントは5¢＝6豪ペンスとされた。
英国ではエリザベス2世時代のシックスペンス硬貨は全て白銅（銅ニッケル合金）貨であるが、オーストラリアのエリザベス2世デザインのシックスペンス硬貨は1963年の鋳造終了まで銀貨（.500シルバー)で造られ続けたため、結婚式用のコインなどとして一部で人気がある。

## 参考
- Bruce, Colin R.; Thomas Michael (2005年). 2006 Standard Catalog of World Coins (1901-present). KP Books. p. 68. ISBN 0-87349-987-5
- Sixpence article on Cruzis Coins （英語）

| 先代 シックスペンス (イギリス) | シックスペンス 1910年-1966年 | 次代 5セント硬貨 (オーストラリア) |